# گالری سیگنیوس
۶۰°۰۹′۳۳″ شمالی ۲۴°۵۷′۳۳″ شرقی / ۶۰٫۱۵۹۱۷°شمالی ۲۴٫۹۵۹۱۷°شرقی

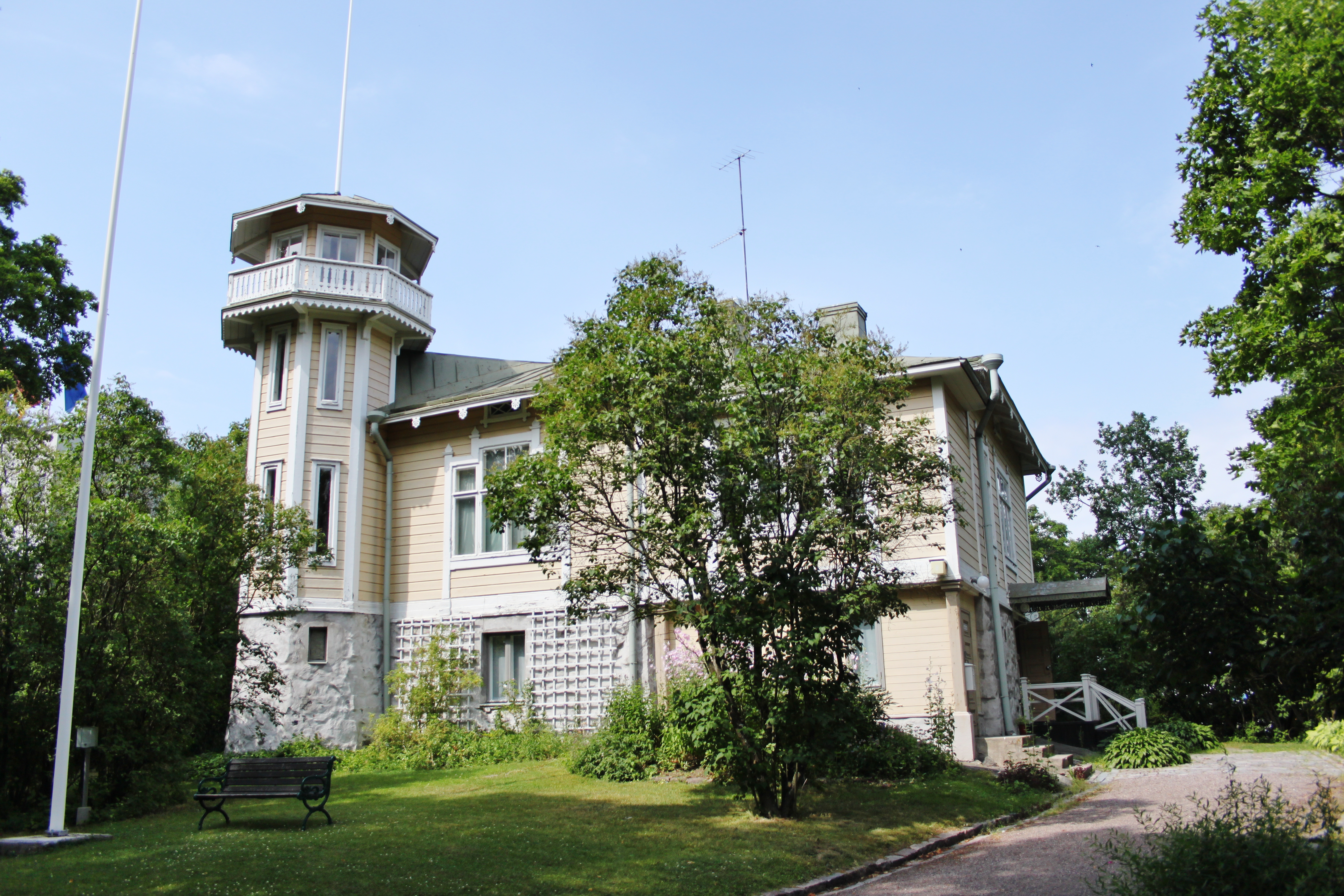
نمای بیرونی گالری سیگنیوس

گالری سیگنیوس (فنلاندی: Cygnaeuksen galleria، سوئدی: Cygnaei galleri) یک گالری هنری در هلسینکی است.

## پیشینه
این گالری هنری توسط شاعر و هنرمند و استاد زیبایی‌شناسی اهل فنلاند فردریک سیگنیوس تأسیس شد. سیگنیوس در وصیت‌نامه خود این گالری را به ملت فنلاند اهدا کرد و در سال ۱۸۸۲ افتتاح رسمی آن برای عموم اعلام شد. امروز این گالری متعلق به سازمان میراث فرهنگی فنلاند است.
ادعا شده‌است که این موزه قدیمی‌ترین موزه هنر معاصر در فنلاند است. این گالری شامل هنرهای فنلاندی متعلق به قرن نوزدهم میلادی است. در کل ۲۰۰ اثر از پرآوازه‌ترین هنرمندان نقاش فنلاندی مانند آلبرت ادلفلت، برادران ون‌ریکت، فانی چوربری و هلن شَروْبِک و دیگران در این گالری نگهداری می‌شود.

## کاربری
به غیر از مجموعه‌های دائمی، این مجموعه هنری میزبان نمایشگاه‌های موقت نیز است و از جمله به عنوان مکان کنسرت مورد استفاده قرار می‌گیرد. در سال ۲۰۱۴ به دلیل کمبود بودجه سازمان میراث فرهنگی فنلاند، گالری سیگنیوس موقتاً تعطیل شد.

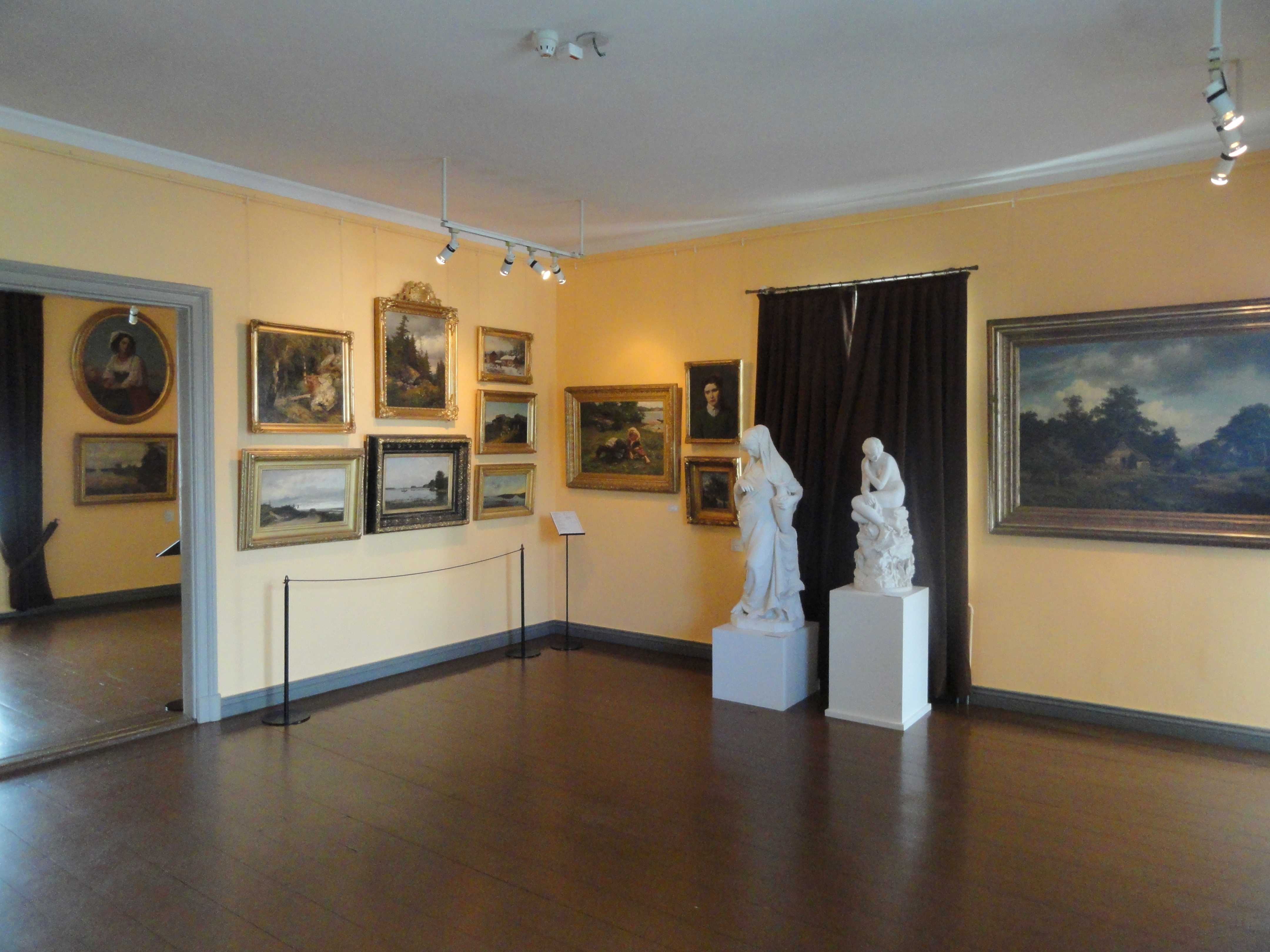
نمای داخلی از گالری سیگنیوس در هلسینکی